# XXVII століття
XXVII століття — за григоріанським календарем проміжок часу між 1 січня 2601 і 31 грудня 2700.

## Очікувані астрономічні події
- 16 грудня 2603 року відбудеться проходження Венери перед диском Сонця.